# الغواصة الألمانية يو-3004
الغواصات الألمانية يو-3004 من غواصة الفئة الواحدة والعشرون خدمت في ألمانيا النازية في بحريتها كريغسمرين، للخدمة في الحرب العالمية الثانية. تم طلبها في 6 نوفمبر 1943، وتم وضعها في 4 يونيو 1944 من شركة إيه جي فيزر، بريمن في ساحة رقم 1163. وكانت بدأت في 26 تموز 1944، و كلفت تحت قيادة هيلموت ثورمان، في 30 آب 1944. 

## مصير
أعطبت في 2 مايو 1945. 
يقع حطامها في 

## روابط خارجية
- Helgason، Guðmundur. "U-3004". German U-boats of WWII - uboat.net. مؤرشف من الأصل في 2010-11-25. اطلع عليه بتاريخ 2016-04-23.